# Alice Gáborján
Alice Gáborján (* 1922 in Nagyvárad, Königreich Ungarn; † 2. Oktober 2018) war eine ungarische Volkskundlerin und Museologin.

## Leben
Alice Gáborján wuchs als Tochter eines Arztes in der Gemeinde Mezőtelegd, 22 Kilometer östlich der Stadt Nagyvárad im Komitat Bihar auf. Nach vier Jahren Grundschule in Mezőtelegd besuchte sie das reformierte Gymnasium in Nagyvárad, wo sie 1940 ihr Abitur machte. Sie absolvierte ein Studium an der geisteswissenschaftlichen Fakultät der Eötvös-Loránd-Universität in Budapest, das sie 1951 mit dem Diplom abschloss.
Nach ihrem Studium arbeitete sie 1951 am Ottó Herman-Museum in Miskolc, 1952 am Museum für Kunstgewerbe (Iparművészeti Múzeum) und 1953 beim Kultusministerium (Közoktatásügyi Minisztérium). Ab 1954 war sie am Volkskundemuseum (Néprajzi Múzeum) tätig, organisierte Ausstellungen und erstellte die Kataloge für diese. Ihre ersten Forschungsarbeiten, die sie hauptsächlich in Nordungarn durchführte, beschäftigten sich mit traditionellen Textilien und handwerklichen Arbeiten. In den Jahren 1967 und 1968 studierte sie die Kleidungskultur in ungarischen Orten Slawoniens. 1968 veröffentlichte sie ihre Dissertation über ungarische Trachten. Nach der Pensionierung arbeitete sie von 1981 bis 1994 als Forscherin in der Textil- und Bekleidungssammlung des Volkskundemuseums. Ihre Arbeit über ungarische Hirtenmäntel wurde 1994 ausgezeichnet.
Gáborján verfasste lexikalische Beiträge für das Magyar néprajzi lexikon, Ergebnisse ihrer Studien wurden in den Fachzeitschriften Néprajzi Értesítő und Ethnographia wie auch in ausländischen Zeitschriften veröffentlicht und ihr Buch über ungarische Volkstrachten in mehrere Sprachen übersetzt.

## Schriften (Auswahl)
- Albánia. Magyar Nemzeti Múzeum, Budapest, 1956.
- A szolnoki hódoltságkori ásatási lábbelianyag magyar viselettörténeti vonatkozásai. Magyar Néprajzi Társaság, Budapest 1957.
- Östliche Elemente in der ungarischen Fussbekleidung. In: Jahrbuch des Museums für Völkerkunde zu Leipzig. Band 23, 1966, S. 99–112.
- Magyar népviseletek. Corvina, Budapest, 1969 (1974, 1985).
  - Costumes paysans hongrois. Aus dem Ungarischen übersetzt von Renée Kelemen. Corvina, Budapest, 1969.
  - Hungarian peasant costumes. Aus dem Ungarischen übersetzt von Mária Kresz. Corvina, Budapest, 1969 (1988).
  - Ungarische Volkstrachten. Aus dem Ungarischen übersetzt von Erzsébet Székacs. Corvina, Budapest, 1969 (1985, 1989).
- Palóc népviselet kutatása – kérdőív. Eger, 1977
- A szűr.  Magyar Nemzeti Múzeum, Budapest, 1977.
- Középkori magyar szürkeruhák. In: Ethnographia. Magyar Néprajzi Társaság, Budapest 1985, S. 212–250, ISSN 0200-0237.
- Szűrujjasok. Magyar Nemzeti Múzeum, Budapest, 1993.
- Honfoglalás kori elemek a magyar ruházatban, különös tekintettel a magyar népviseletre. In: Ethnographia. Magyar Néprajzi Társaság, Budapest 1996, S. 189–206, ISSN 0200-0237.
- Cifraszűrök. Magyar Nemzeti Múzeum, Budapest, 2000.
- A tardi kendertermékek. Magyar Nemzeti Múzeum, Budapest, 2009.